# Königliches Gymnasium Danzig

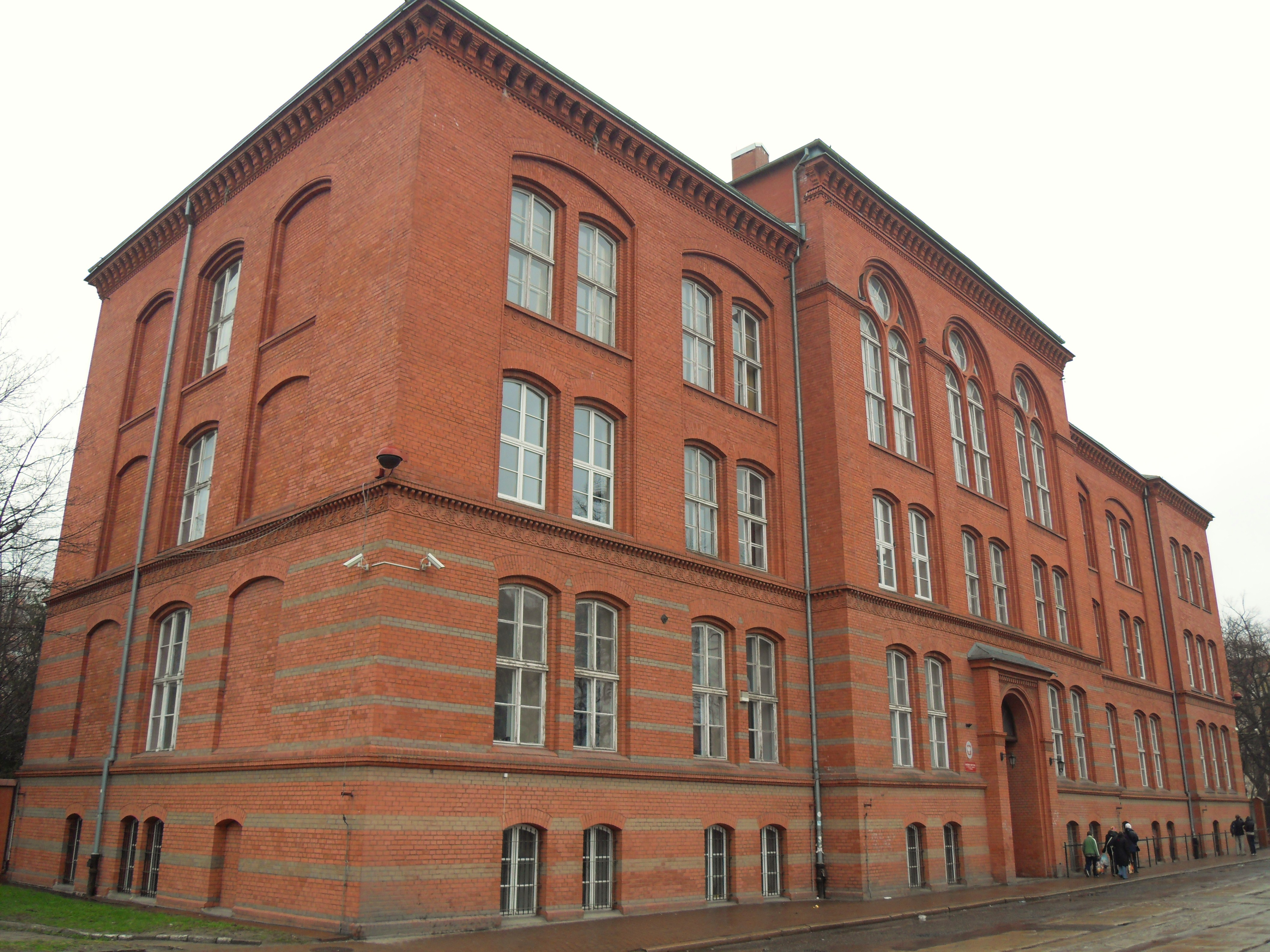
Ehemaliges Schulgebäude, 2012

Das Königliche Gymnasium (seit 1911 Königliches Gymnasium nebst Realschule im Entstehen (i. E.); seit 1921 Staatliches Gymnasium nebst Realschule i. E.) war eine Schule in Danzig von 1876 bis 1945.

## Geschichte
1876 wurde das Königliche Gymnasium als zweite höhere Schule neben dem Städtischen Gymnasium gegründet. Der erste Standort war Langgarten 14. Hier wurden im ersten Jahr 84 Schüler in sechs Klassen von elf Lehrern unterrichtet. Schon 1878 wurden in der Langgasse 21 weitere Räumlichkeiten angemietet.

Ansicht des Neubaus im Schulprogramm 1881/82

1881 wurde das Gebäude Weidengasse 1 (heute ulica Łąkowa 1) bezogen. Eine genaue Beschreibung sowie Grundrisse von Keller- und Erdgeschoss sowie von zwei Stockwerken wurden vom Bauleiter Ernst Radewald im Schulprogramm Nr. 26 veröffentlicht. Am 29. Juni 1881 zogen 405 Schüler ein, die von 19 Lehrern in 14 Klassen unterrichtet wurden.
1911 wurde der Name in Königliches Gymnasium nebst Realschule i. E. geändert, 1921 in Staatliches Gymnasium nebst Realschule i. E. in der Freien Stadt Danzig.
1901 gab es 550 Schüler, 1904 und 1905/06 jeweils 16 Klassen und drei Vorbereitungsklassen.
Seit 1998 befindet sich die Musikakademie Danzig in dem Gebäude.